# Nabil el-Arabi
Nabil Al-Arabi (en arabe : نبيل العربي), né le 15 mars 1935 au Caire et mort le 26 août 2024, est un juriste, diplomate et homme politique égyptien. 
Il occupe le poste du ministre des Affaires étrangères de l'Égypte en 2011 puis celui de secrétaire général de la Ligue arabe entre 2011 et 2016.

## Biographie

### Formation
Né au Caire, il y suit ses études supérieures et obtient, en 1955, une licence en droit. Il continue par la suite ses études à la New York University School of Law et devient titulaire d'une maîtrise en droit en 1969, puis d'un doctorat en sciences juridiques en 1971.

### Cursus universitaire
Professeur du droit international public à l'Université du Caire, membre du conseil de l'administration de la Société égyptienne de droit international et arbitre à la chambre de commerce internationale, il est associé au Zaki Hashem & Partners où il est chargé de l'arbitrage et de la négociations.

### Gouvernement égyptien

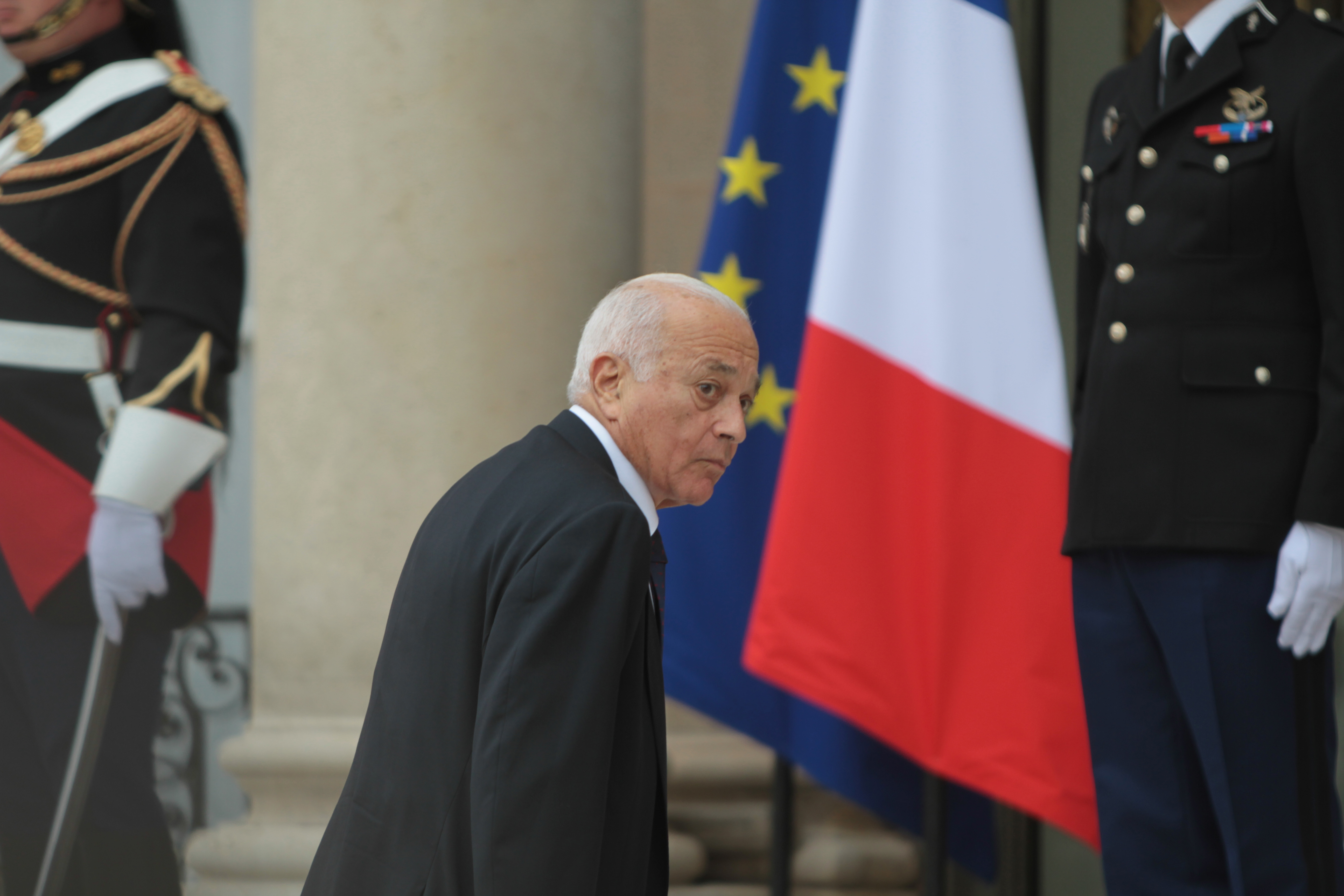
Nabil Al-Arabi au palais de l'Élysée, (le 1er septembre 2011).

Il est conseiller juridique puis directeur du département juridique et des traités au ministère des Affaires étrangères de 1976 à 1978. Il est par ailleurs ambassadeur de son pays en Inde de 1981 à 1983, avant d'occuper de nouveau le poste de directeur au ministère égyptien des Affaires étrangères entre 1983 et 1987.

Il occupe également les postes de conseiller juridique de la délégation égyptienne à la conférence de Camp David pour la paix au Moyen-Orient en 1978, du chef de la délégation égyptienne aux négociations de Taba de 1985 à 1989 et du représentant du gouvernement égyptien au tribunal d'arbitrage égypto-israélien de 1986 à 1988.

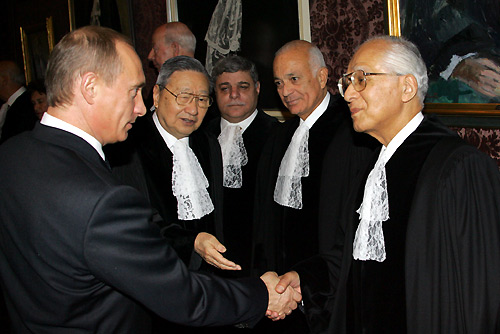
Nabil Al-Arabi, membre de la Commission du droit international, (le 2 novembre 2005).

### Nations Unies
Président du Conseil de sécurité des Nations unies en 1996 et membre de la Commission du droit international, il exerce les fonctions de représentant permanent de l'Égypte auprès de l'Organisation des Nations unies entre mai 1991 et mai 1995. 

### Révolution égyptienne de 2011
Aux lendemains de la révolution égyptienne de 2011, il est nommé ministre des Affaires étrangères dans le gouvernement d'Essam Charaf ; poste qu'il occupe de mars à juin 2011.  
Après la chute du régime de Hosni Moubarak, plusieurs partis politiques égyptiens annoncent leur intention de le présenter candidat à la présidence de la République arabe d'Égypte. Considéré comme un candidat crédible par les observateurs nationaux et étrangers, il décline cette candidature pour se consacrer à la Ligue arabe. 

### Ligue arabe
Le 15 mai 2011, il est élu au poste de secrétaire général de la Ligue arabe, succédant à Amr Moussa,. Il entre en fonction le 1er juillet pour rester cinq ans en place.   

## Décorations
- Grand-cordon de l'ordre de la République ( Égypte).
- Étoile d'or et d'argent de l'ordre du Soleil levant ( Japan).
- Grand-officier de l'ordre national de la République ( Tunisie).

## Publications
- (ar) Taba, Camp David, la Barrière de séparation israélienne : Du Conseil de sécurité des Nations unies à la Cour internationale de justice (طابا.. كامب ديفيد.. الجدار العازل: صراع الدبلوماسية من مجلس الأمن إلى المحكمة الدولية), Le Caire, éd. Dar al-Chorouq, 2017